# Ястребов, Владислав Викторович
Владисла́в Ви́кторович Я́стребов — музыкальный библиограф.

## Биография
Родился 22 июля 1960 г. в г. Чимкенте Южно-Казахстанской обл. Казахской ССР.
В 1975 г., после окончания школы, переехал в Ульяновск и поступил в Ульяновский электромеханический техникум (сейчас — Ульяновский электромеханический колледж) на отделение «ЭВМ: приборы и устройства». Окончил обучение в техникуме в 1979 г., защитив диплом на тему «Система исполнения музыки на ЭВМ Наири-2».
Ещё учась в школе и техникуме, увлёкся музыкой, собирал музыкальные записи, делал выписки и библиографические описания материалов о популярной музыке и рок-музыке. Первым результатом этой деятельности стал указатель «Музыкальная эстрада СССР. Библиографический указатель» (1981)
В 1982-89 гг. был ведущим дискотеки «Карусель» и руководителем рок-клуба «Автограф», базирующихся во Дворце культуры им. В. П. Чкалова г. Ульяновска. В качестве внештатного корреспондента сотрудничал с местными газетами («Ульяновская правда», «Ульяновский комсомолец»). Освещал гастроли эстрадных исполнителей, публиковал интервью с ними, рецензии на концерты и др.
В эти же годы подготовил и выпустил ряд библиографических указателей. Два из них — «Музыкальная эстрада социалистических стран» (1983) и «Музыкальная эстрада СССР» (1983) — были изданы Всесоюзным научно-методическим центром народного творчества и культурно-просветительной работы Министерства культуры СССР. Они не остались без внимания и были отмечены в обзоре библиографии искусства за данный год [Библиография советской библиографии. М., 1985. № 7639, 7640]
В первом указателе содержатся библиографические описания более 660 статей и заметок о 205 композиторах и исполнителях и более чем о 85 коллективах, опубликованных в книгах, журналах и газетах на русском языке в период с 1958 года по январь 1982 года, включительно (книги — с 1960 года). А во втором — приведены библиографические описания более 2500 статей и заметок о 318 композиторах, поэтах и исполнителя и более чем о 180 коллективах, опубликованных в книгах, журналах и газетах на русском языке, а также на языках народов СССР, в период с 1955 года по январь 1982 года, включительно (книги — с 1939 года).
Рецензент Острой O. C. отметил положительные моменты указателей: «Материал расположен в алфавите названий коллективов и имён исполнителей, внутри соблюдена хронология публикаций, что позволяет сделать вывод об интенсивности деятельности коллектива или исполнителя, об интересе к его творчеству. Везде отмечено наличие изоматериалов. Указатели неаннотированные, но группировка по исполнителям в известной степени заменяет краткие аннотации. При современном остром интересе молодежи к дискотекам оба указателя могут с успехом служить целям эстетического воспитания».
Кроме того, в эти же годы вышли такие справочные издания, как «Вокально-инструментальные ансамбли и группы СССР» (1986), «Рок-музыка» (1986), «Дискография рок-музыки зарубежных стран (1957—1987)» (1987), «Политическая песня за рубежом» (1987), «Популярная музыка зарубежных стран» (1987), «Зарубежные книги о рок-музыке, имеющиеся в библиотеках СССР» (1987)и «Авторская песня» (1987).
В 1997—2002 гг. В. В. Ястребов учился в Ульяновском государственном университете на факультете культуры и искусства (отделение Библиотековедение и библиография). В 2002 г. с отличием защитил диплом на тему «Музыкальная библиография: современное состояние и тенденции развития».
В эти годы вышли в свет ещё несколько изданий. Первым в данном ряду стоит иллюстрированный биобиблиографический справочник "Популярная музыка за рубежом: Иллюстрир. биобиблиогр. справочник. 1928—1997 гг. " (1997). В справочник вошли описания около 3000 книг на 17 языках. Он условно поделён на две части. В первую вошли описания книг об отдельных жанрах и стилях популярной музыки (блюз, кантри, рок-н-ролл и т. д.). Во вторую — библиографические описания книг об отдельных музыкальных коллективах и исполнителях. Расположение материала хронологическое, каждое описание по возможности сопровождается переводом заглавия на русский язык или краткой аннотацией её содержания.
В 1999 г. удалось собрать воедино максимально возможное количество информации (в том числе — библиографической) о самой знаменитой рок-группе мира The Beatles и издать «The BEATLES. Иллюстрированный справочник». Данное почти тысячастраничное издание состоит из семи разделов, первый из которых посвящён группе в целом, а остальные — всем участникам коллектива, работавшим в ней в тот или иной период. Каждый из разделов, в свою очередь, включает в себя следующие подразделы: Дискография, Произведения, Нотография, Фильмография, Библиография (Книги), Библиография (Периодика). Книга вызвала неподдельный интерес у любителей творчества легендарной четверки.
В 2004 г. вышел энциклопедический справочник «Женщины в зарубежной популярной музыке», где собрана информация о более чем 4000 испольнительницах и женских коллективах за последние сто лет с ёмкими и содержательными биографиями, дискографиями номерных альбомов, библиографией и пр. Особого внимания заслуживают приложения: Общая дискография, Общая фильмография, Общая библиография.
Все перечисленные издания не остались без внимания профессиональной критики, в том числе и специализированного научного журнала «Библиография» (Викторов Е. Книжная галактика рок-музыки // Библиография. 1998. № 6. С. 63-67; Харитонов Е. В. А ну-ка, девушки, или Женский батальон поп-музыки // Библиография. 2004. № 6. С. 120—121).
Кроме того, В. В. Ястребов — автор нескольких научных статей, посвященные проблемам библиографии музыки — «О некоторых проблемах состояния музыкальной библиографии на современном этапе» (Фольклор. Литература. Библиография. Вып. 1. Ульяновск. 2003. С. 134—138), «Аудиовидеопродукция: описание и регистрация» (Библиография. 2003. № 4. С. 11-13), «Популярная музыка: о некоторых проблемах критики и библиографии» (Автографы истории. Вып.1. Ульяновск. 2004. С. 46-53).
В мае 2013 г. вышла в свет (в книжном и электронном вариантах) очередная книга Владислава Ястребова под названием «Прозвища музыкантов: Энциклопедический справочник» (М.: изд-во «Звезда и Крест», 2013, ISBN 978-5-902468-12-7), первая книга серии «Справочник меломана». В справочник вошла информация о более 6000 прозвищ зарубежных музыкантов.
В мае 2016 года вышла написанная Владиславом Ястребовым вместе со священником Ильёй Косых (род. в 1987 году) книга под названием «Бог есть Любовь. Из истории архиерейского служения в Симбирской (Ульяновской) епархии. 1832—2016 годы» (Ульяновск : Издательство «Корпорация технологий продвижения», 2016. — 204 с.: ил.). В книге на большом объёме архивных материалов рассматривается становление и функционирование Симбирской (Ульяновской) епархии в контексте изучения жизни и деятельности епархиальных архиереев.

## Интервью
- «Никонорова Н. Женщины Владислава Ястребова». — Вестник. — Ульяновск. — 2004. — 9 июля. С. 7